# Jakab László (orvos)
Jakab László (Rév, 1875. december 18. – Budapest, Terézváros, 1940. november 23.) orvos, szanatórium alapító, Jakab Dezső (1864–1932) műépítész testvére.

## Életpályája
Jakab Ármin kocsmáros és Held Teréz fiaként született hétgyermekes zsidó családban. Középiskolai tanulmányait a Nagyváradi Magyar Királyi Állami Főreáliskolában végezte, majd felvételt nyert a Budapesti Tudományegyetem Orvostudományi Karára, ahol 1898-ban szerezte meg orvosi oklevelét. Pályáját a Korányi Frigyes igazgatása alatt működő Belgyógyászati Klinikán kezdte díjtalan gyakornokként. 1903-ban átvette a fasori Herczel-féle Szanatórium vízgyógyászati részlegének vezetését. 1909 októberében a Nagy János utcában (ma Benczúr utca 47.) megnyitotta a Liget Szanatóriumot, melynek épületét bátyja, Jakab Dezső és Komor Marcell tervezték szecessziós stílusban. A hatszintes épületben valamennyi betegszoba erkélyes volt, s mind az utcára nézett. Megnyitásakor három részből állt: diagnosztikus, diétás és fizikoterápiás intézetből. 1910 májusában reichenhalli mintára külön inhalatóriumot is berendeztek. 1911-ben újabb intézményt alapított a Liget szomszédságában, mely a Park Szanatórium nevet viselte és a korábbi építészpáros jegyezte ezt az épületet is. A Liget Szanatórium nemcsak kórház volt, hanem üzleti vállalkozás, melynek fő részvényese a főorvosa és a testvére, Jakab Dezső volt, de részvényesként jelen voltak az intézmény állandó orvosai és Bayer Antal gyógyszerész, az orvosságok beszállítója is.
Az első világháború idején különböző hadikórházakban teljesített szolgálatot. A leszerelés után újból átvette a szanatóriumok vezetését, s a gazdasági válság ellenére valamennyi kölcsönét visszafizette, s belefogott az idegenforgalmi szempontból is jelentős Svábhegyi Szanatórium megépítésébe. Az intézményt 1927 júniusában adták át, azonban a beruházás egyik részvényese az építkezés alatt kiszállt, s Jakab László dollár alapú kölcsönhöz folyamodott, amit 1931-re nem tudott fizetni. Ennek következtében kénytelen volt megválni szanatóriumától. Ekkor sem adta fel kórházvezetői ambícióit és Jakab Szanatórium néven a Szondi utca 102. szám alatt magánkórházat alapított, melyet haláláig vezetett. A szívproblémákra és anyagcserezavarokra specializálódott intézete nagy népszerűségnek örvendett. 1934 és 1938 között az általa alapított Orvosi Praxis című lapot szerkesztette. Számos tudományos dolgozata jelent meg a fizikoterápia, a dietetika, anyagcsere és táplálkozás, valamint a vérkeringés különböző problémáiról. A Budapest-Fasori Református Egyházközség presbitere volt. Halálát Szondy utcai otthonában cukorbaj és agyvérzés okozta.
Az Új köztemetőben helyezték végső nyugalomra.

## Családja
Felesége dr. Rácz Hanna (1877–1957) orvos volt, Rosenthal Ignác és Popper Etelka lánya, akivel 1904. január 6-án Budapesten, a Terézvárosban kötött házasságot. 1919-ben kikeresztelkedtek a református vallásra.
Gyermekei:
- Jakab Ágnes (1904–1982). Férje Török Sándor (1900–1938) orvos, egyetemi tanársegéd, Török Lajos és Delli Emma fia.
- dr. Jakab Erzsébet